# Onde de combustion nucléaire
 (décembre 2020).
Si vous disposez d'ouvrages ou d'articles de référence ou si vous connaissez des sites web de qualité traitant du thème abordé ici, merci de compléter l'article en donnant les références utiles à sa vérifiabilité et en les liant à la section « Notes et références ».
Une onde de combustion nucléaire est un processus neutronique auto-catalytique, pouvant s'entretenir dans un milieu fertile sous-critique.
Dans un milieu nucléairement fissile ou fertile, il peut surgir un soliton de neutrons, démarré au voisinage d'une masse critique. Dans ce cas, le combustible en cours de fission nucléaire contamine son voisinage et transforme assez des atomes fertiles en isotopes fissiles, pour que la réaction s'auto-entretienne et se déplace, aussi longtemps qu'il existe du combustible fertile. disponible. La stabilisation d'une telle onde vient de la combustion immédiate du combustible fissile produit.
Des analogies peuvent être évoquées, comme pour la combustion de la cigarette (similaire d'un point de vue thermique), ou le coup de bélier dans une canalisation ou le mascaret à l'embouchure d'une rivière (hydraulique).
Un des théoriciens suisses de ce phénomène est le Professeur Walter Seifritz (de).
Selon Teller et al., on trouve un exemple très complet d'application possible, plutôt mine d'idées que planification industrielle : le combustible Th232 y sera exploité à 50 %. Cette sorte de réacteur pourra utiliser comme combustible aussi bien de l'Uranium ou du Thorium naturels que du combustible nucléaire usagé, pour autant que les éléments fissiles ou fertiles dominent.
Dans un article de 2004, le Professeur V. D. Rusov et al. ont montré que la source de chaleur des points chauds du Globe pouvaient être des réacteurs nucléaires à onde de combustion naturels, situés dans le noyau Ni-Fe liquide, à la limite entre la graine et le noyau.